# Ontario (Oregon)

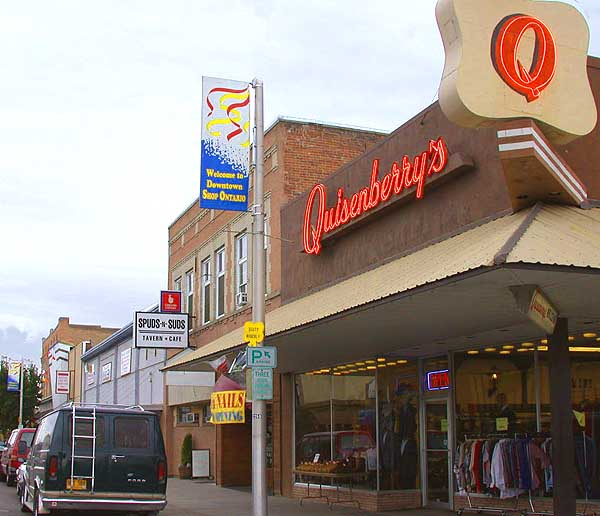
Centrum van Ontario

Ontario is een plaats (city) in het oosten van de Amerikaanse staat Oregon, en de grootste plaats in Malheur County.

## Demografie
Bij de volkstelling in 2000 werd het aantal inwoners vastgesteld op 10.985. In 2006 is het aantal inwoners door het United States Census Bureau geschat op 11.093, een stijging van 108 (1,0%).

## Geografie
Ontario ligt aan de Snake River, die ter plekke te grens tussen Ontario en Idaho vormt. Ten noorden van Ontario stroomt de Malheur in de Snake River.
Volgens het United States Census Bureau beslaat de plaats een oppervlakte van 11,6 km², geheel bestaande uit land.

## Plaatsen in de nabije omgeving
De onderstaande figuur toont nabijgelegen plaatsen in een straal van 24 km rond Ontario.